# 359

## Nașteri
- 18 aprilie: Grațian  (d. 383)
- dată necunoscută: Stilicon  (d. 408)
- dată necunoscută: Godigisel  (d. 406)